# SSTR2
SSTR2 (англ. Somatostatin receptor 2) – білок, який кодується однойменним геном, розташованим у людей на короткому плечі 17-ї хромосоми. Довжина поліпептидного ланцюга білка становить 369 амінокислот, а молекулярна маса — 41 333.
| 10         |  | 20         |  | 30         |  | 40         |  | 50         |
| ---------- |  | ---------- |  | ---------- |  | ---------- |  | ---------- |
| MDMADEPLNG |  | SHTWLSIPFD |  | LNGSVVSTNT |  | SNQTEPYYDL |  | TSNAVLTFIY |
| FVVCIIGLCG |  | NTLVIYVILR |  | YAKMKTITNI |  | YILNLAIADE |  | LFMLGLPFLA |
| MQVALVHWPF |  | GKAICRVVMT |  | VDGINQFTSI |  | FCLTVMSIDR |  | YLAVVHPIKS |
| AKWRRPRTAK |  | MITMAVWGVS |  | LLVILPIMIY |  | AGLRSNQWGR |  | SSCTINWPGE |
| SGAWYTGFII |  | YTFILGFLVP |  | LTIICLCYLF |  | IIIKVKSSGI |  | RVGSSKRKKS |
| EKKVTRMVSI |  | VVAVFIFCWL |  | PFYIFNVSSV |  | SMAISPTPAL |  | KGMFDFVVVL |
| TYANSCANPI |  | LYAFLSDNFK |  | KSFQNVLCLV |  | KVSGTDDGER |  | SDSKQDKSRL |
| NETTETQRTL |  | LNGDLQTSI  |  |            |  |            |  |            |

A: Аланін

C: Цистеїн

D: Аспарагінова кислота

E: Глутамінова кислота

F: Фенілаланін

G: Гліцин

H: Гістидин

I: Ізолейцин

K: Лізин

L: Лейцин

M: Метіонін

N: Аспарагін

P: Пролін

Q: Глутамін

R: Аргінін

S: Серин

T: Треонін

V: Валін

W: Триптофан

Кодований геном білок за функціями належить до рецепторів, g-білокспряжених рецепторів, білків внутрішньоклітинного сигналінгу, фосфопротеїнів. 
Задіяний у такому біологічному процесі, як альтернативний сплайсинг. 
Локалізований у клітинній мембрані, цитоплазмі, мембрані.